# 美国认证协会
美国认证协会(American Certification Institute，简称ACI)是美國註冊的一間職業資格培訓公司，自稱於2010年之前就進入中國大陸市場活動，輔導人考一種自行頒發的證書聲稱該證書極度重量級有效，並自稱與各地教委、人社部、行业协会等机构都合作。2019年11月央視透過長達一個月的調查與秘密搜證，於專題節目《焦點訪談》中披露該協會可能是一種山寨社團有軟性詐欺和極誇張的宣傳不實性質。
2019年11月16日下午，ACI職業能力測試論證會在北京市召開，十餘位法學界知名專家會談，查閱了相關事實論述、公司係列文件資料，深入了解了ACI心理諮詢師職業能力測試認證，在主體資格、政策法律等方面，對ACI證書的合法性出具了專家意見。確認了ACI(美國認證協會，American Certification Institute)的心理諮詢測試，並非職業資格測試，而是職業能力測試，ACI有資格頒發“職業能力測評證書”，“職業資格”與“職業標準”並非同一概念，以及ACI對相關主體應遵守市場公平競爭規則，任何商業詆毀、誤導公眾的行為均涉嫌侵犯他人合法權益。會議持續3個小時，就ACI職業能力測試進行了專業的法律論證和經濟發展模式方面的論證，與會的法界專家、媒體代表對ACI職業能力測試給予了正面評價，並對市場化的職業能力測評發展報以了期待和信心。這是市場經濟的基本改革方向，也是政府更加深入開放、管理、服務的方向，在未來，值得更多自律的機構，更長遠地耕耘與發展。

## 事件
2019年11月8日央視《焦點訪談》專題以超過15分鐘時間報導美国认证协会的調查，該機構長期在國內組織培訓和考證照活動，推估規模每年至少有12萬人上課和考單項證書，整個機構可能每年詐欺數十萬人，事發於一些舉報信引起官方重視。目前ACI頒發心理師、幼兒保母、理財規劃、營養師等證照。
在針孔攝影機密錄的記者臥底中，假扮顧客前往洽詢「註冊國際ACI心理諮詢師執照」，該機構推銷員稱ACI證書有163國承認、中國人社部承認、美國政府承認等於「就業的國際綠卡」拿該證書還能去美國當心理師，成為美國高收入人群，ACI证书在申请美国移民、签证时可起辅助加分作用，該證書考試不能個人報名一定要參加ACI各省訓練中心的課程，之後由中心統一報名，而參加課程費用動輒5千至上萬人民幣。
訪問人社部表示心理諮詢師此一職業在之前中國國內官方的職稱證照制中是有此項，從未承認任何外國證書且2017年起都已經取消該項，國家不再對心理諮詢師做准入執照限制或水準評估證照，執照或證照皆已廢除，任何人都可擔任心理師其學歷或能力交由經濟市場認定政府不再管理。同時表示並沒有跟所謂「美国认证协会」有任何合作也沒聽過。
之後另一位報名處員工表示，培訓機構老師很多都是證書考試出題者，上十幾堂課後可押題給學員保證95%的人及格，最後還直說課程中會有秘密管道能直接洩題偷看考卷，保證很容易過。之後記者訪問到一位報名過並且拿到證的學員親身經歷，表示在上課中拿到一本實戰練習題，結果考卷上題幾乎都在裡面一模一樣選擇題選項都沒改，他當時就感覺「這證書有點水(假)」。之後記者轉往美国认证协会中國總部訪問執行總裁聶靜文，她首先表示總部與各地「訓練中心」是分立的「兩個實體」，中心負責上課補習而總部負責發考卷考試和發證書，所以各地中心人講的話與總部無關。但之後記者出示一則電話監聽錄音，顯示總部人員和各省培訓班是一體的關係，培訓班上交850元人民幣買一份證書，之後自行定價格上課、自編考卷考試、自己把證書發出去，整過程形同兒戲。
之後記者前往人社部的外國證書平台網查尋，中國有與該國簽訂證書承認條約並評估批准的證照證書都能以證書號碼在此查驗，凡查詢不到的就是不予官方承認效力的證書，以受訪者ACI證書號輸入查無資料，表示所謂證書並未受政府官方認可與自己在家畫一張證書頒發給自己的意思差不多。最充其量只能稱為某間補習班的結業證書。之後記者發現美国认证协会自身網站上有貼一張人社部網頁截圖，上面顯示自己有在人社部備案且能查到，但比對後發現該截圖用繪圖軟體造假修改後的假圖，把另一間「美國採購協會」的名字蓋掉換成自己名字，另一張截圖介紹頁上人社部原版用的是宋體字型，但其造假時出了差錯用黑體字型蓋掉原文，漏洞百出。
之後探訪美國加州的企業登記部門，發現美国认证协会在加州的登記性質是培訓公司，直接採訪美國加州心理委員會，其表示沒聽過美国认证协会其證書也沒任何效力，至少在加州要擔任心理諮詢師首先得有美國承認學校的心理博士學位，沒有所謂上十幾堂課考證書的事。與其推銷員和廣告單上寫的嚴重不符，對此執行總裁聶靜文則說「業界認不認這點，我不知道業界怎麼想，與我無關」，「美國在心理學領域真的領先中國幾百年，例如APA他們的運作方式跟我們一樣」另強調「我們跟美國一些勞工團體有協定例如酒店管理業，拿我們的證書能優先錄取」此事則記者沒再往下追查驗證。
而專訪美國心理學會(APA)其表示「聽完你講的故事我感覺(ACI)這就是一個騙局，別花錢買來路不明的證書」。中科院心理研究所和中國心理衛生協會為中國心理業界代表組織也是ACI最大的市場競爭對手，其直接發表公告稱ACI發的證書是「偽證」。</ref> 中國心理學會委員專家林春表示「自己用腳掌想想都知道這種證書怎可能有人承認?」
隔日美國認證協會於中文官網發表辯護文，依然抗辯自己課程專精有效，廣泛受大眾認可等，ACI近年來一直從事的是“職業能力認證”，並非報導中反復強調的“職業資格認證”，但是在《焦點訪談》中，媒體卻依然用2017前的已被棄用的證書圖樣。並表示「美國總部將派人來華調查此事件」。而聚名投訴網的一名投訴者表示據她調查美國認證協會在加州的註冊人是一個名為Jingwen Nie的中國人名，明顯所謂美國總部的高層也是一群華人，而加州国务卿管网的信息显示负责人为Peter Brown.  ACI只能稱為極誇張的廣告不實，而受騙者能否控告民事成立尚在未定，很難說其有觸犯刑法所以至今尚在營運發證。而ACI的央視事件究竟是證書效用誇大還是市場競爭對手惡意競爭或者其他原因，目前還不得知。

## 參看
- 模特兒公司詐騙術
- 中國產品質量技術監督中心事件
- 聯合國維和部隊總司令部
- 世界华人联合会